# 水島努
水島努（日语：／ Mizushima Tsutomu，1965年12月6日—），日本男性動畫導演、音響監督。出生於北海道千歳市，成長於長野縣東筑摩郡波田町（現松本市）。

## 來歷
水島努畢業於長野縣松本美須須丘高等學校。高中時期已經嘗試自己製作電影，高中畢業後，他想成為一名音樂老師，但在多次入學考試失敗後，他放棄了繼續深造，而是於1986年開始在SHIN-EI動畫工作。他最初的抱負是後來參與歌詞創作和作曲。1986年，他首次參與動畫製作，負責《哆啦A夢 (1979年版)》（第873話）的製作進行一職。此後，他曾擔任《超能力魔美》、《大耳鼠》的製作進行，並於1991年以《美味大挑戰》（第120話）首次擔任演出。由於他在《美味大挑戰》中的行為，（據本人稱）最終在公司內部陷入了失業的境地。在被降職為製作進行並負責《哆啦美：哈囉小恐龍》之後，他克服了周遭人的反對，被導演本鄉滿任命為1994年電影《蠟筆小新：不理不理王國的秘寶》的演出助手。隨後，他於同年參與了《蠟筆小新》電視系列。1998年12月25日播出的蠟筆小新特別節目「石像的報恩」中，他首次擔任編劇，並包攬了分鏡和演出的工作。
1999年，他首次執導短片《爆發！溫泉激烈大決戰 Made in 埼玉》，並於2001年以《哈雷小子》首次擔任電視導演。他也以「水鳥滿月」的名義協助池端隆史的工作。2004年8月20日，他離開SHIN-EI動畫，此後一直擔任J.C.STAFF、P.A.WORKS、Production I.G等公司的自由導演。
2013年12月，他獲得第18屆神戶動畫獎個人獎。獲獎理由包括，其首部完全原創作品《少女與戰車》被各大媒體譽為「透過動畫振興城鎮」的成功典範，以及他多才多藝，參與過從喜劇動畫到嚴肅作品和青少年劇等各種作品，甚至自己寫作詞、作曲。
據動畫雜誌《Otona Anime》總監多根清史所說，水島努是2015年最忙的動畫導演之一，特別是在2010年以來成功執導了許多風格和題材迥異的動畫，又出色完成了《少女與戰車》和《白箱》兩部原創動畫，屬於動畫導演中的全能手。雖然說有時他的高產給人帶來一種缺乏作家性的印象，但是從他無人能模仿高超境界和對於觀眾的服務精神來看也能看出水島努的作家性。
2016年，他以《少女與戰車 劇場版》獲得第47屆星雲獎媒體部門。

## 人物
- 電影導演山崎貴在高中時期拍攝曾與水島努一起製作電影，是高他一級的前輩。1999年在看了水島初次擔任導演作品《爆發！溫泉激烈大決戰 Made in 埼玉》的時候，曾經拜託他模仿《鐵達尼號》做出鐵達尼號的CG出來，但是由於資金要6萬（日幣）沒有談攏而未能實現。2009年《風起雲湧 壯烈！戰國大會戰》真人化時，水島擔任編劇協力參與了山崎貴導演的《BALLAD BALLAD 無名戀歌（日语：BALLAD 名もなき恋のうた）》，結果作為原案的原惠一因為沒來，還差點獲得了一個路人角色，就這樣已經取消了[13][14]。
- 根據在水島努執導的《惡魔阿薩謝爾在召喚你》擔任主角的小野坂昌也說，水島將原作台詞一句不刪全部塞進短短的篇幅之中，原作中的黃段子和過激的梗也儘可能地保留下來，對劇中劇OP畫面和插入歌等的編舞都傾盡全力的態度，讓水島獲得了「Crazy Boy」的稱號。更誇張的是，《惡魔阿薩謝爾在召喚你Z》裡面有一個戴著口球說話的惡魔，於是擔任配音的金田朋子在配音時也戴著口球配音。他在Twitter上提到了這個過程[15]。
- 曾為妹妹的婚禮進行婚紗設計[16]。

## 參加作品

### 電視動畫
1987年
- 哆啦A夢 (1979年版)（—2005年，製作進行）
- 超能力魔美（—1989年，製作進行）

1989年
- 大耳鼠（—1991年，製作進行）
- 美味大挑戰（—1992年，文藝、演出、演出助手）

1992年
- 蠟筆小新（—2005年，編劇、分鏡、演出）

2001年
- 哈雷小子（導演[17]、編劇、分鏡、演出）

2004年
- 現視研（劇本統籌、編劇、分鏡）
- 不平衡抽籤（構成、分鏡）
- 光與水的女神（OP分鏡&演出）※水鳥滿月名義。

2006年
- xxxHOLiC（導演[18]、編劇、分鏡、演出、OP&ED分鏡&演出）
- 不平衡♥抽籤（導演、分鏡、演出、OP分鏡&演出）

2007年
- 王牌投手 振臂高揮（導演、編劇、分鏡、演出）

2008年
- xxxHOLiC◆繼（導演、編劇、分鏡、演出、OP&ED分鏡&演出）
- 藥師寺涼子怪奇事件簿（OP分鏡&演出）
- 鋼鐵新娘（導演[19]、OP&ED曲作詞、編劇、分鏡、演出、OP&ED分鏡&演出）

2010年
- 奇蹟少女KOBATO.（編劇）
- 王牌投手 振臂高揮 ～夏季大會篇～（導演、編劇、分鏡、演出、ED分鏡&演出）
- 侵略！花枝娘（導演、編劇、分鏡、演出、ED分鏡&演出）

2011年
- 惡魔阿薩謝爾在召喚你（導演、分鏡、演出、OP分鏡&演出、插入歌作詞）
- 血戰-C（導演[20]、分鏡、演出、ED分鏡&演出）
- 侵略!? 花枝娘（總導演、編劇、廣播體操作詞&編舞）

2012年
- Another（導演、分鏡、演出、OP分鏡）
- 女子落（導演、編劇、分鏡、演出、ED分鏡&演出）
- 少女與戰車（—2013年，導演[21]、分鏡、演出、ED分鏡&演出、鮟鱇魚舞音頭作曲&編舞）

2013年
- Q弟偵探因幡（ED分鏡&演出）
- 惡魔阿薩謝爾在召喚你Z（導演、分鏡、演出、插入歌作詞）
- 現視研 二代目（導演、音響監督、分鏡、演出）

2014年
- 魔女的使命（導演、劇本統籌、編劇、分鏡、演出、ED分鏡&演出）
- 白箱（—2015年，導演、音響監督、分鏡、演出、ED分鏡&演出）

2015年
- 監獄學園（導演、音響監督、分鏡、演出）

2016年
- 迷家（導演、音響監督、分鏡、演出、ED分鏡&演出）

2019年
- 荒野的壽飛行隊（導演、音響監督、分鏡、演出）

2024年
- 終末的火車前往何方？（導演[22]、音響監督、編劇、分鏡、演出、ED分鏡&演出、插入歌作詞）

### 電影動畫
1987年
- 哆啦A夢：大雄與龍騎士（製作進行）

1988年
- 超能力魔美：星空上的跳舞娃娃（製作進行）

1989年
- 哆啦美：迷你哆啦SOS（製作進行）

1990年
- 大耳鼠：愛莉活動大寫真（製作進行）

1991年
- 哆啦美：阿拉拉♥少年山賊團！（製作進行）

1993年
- 哆啦美：哈囉小恐龍（製作進行）

1994年
- 蠟筆小新：不理不理王國的秘寶（演出助手）

1995年
- 蠟筆小新：雲黑齋的野心（演出助手）

1996年
- 蠟筆小新：搞怪遊樂園大冒險（演出助手）

1997年
- 蠟筆小新：黑暗珠珠大追擊（演出）

1998年
- 蠟筆小新：電擊！豬蹄大作戰（演出）

1999年
- 蠟筆小新：爆發！溫泉激烈大決戰（分鏡、演出）
- 蠟筆小新：爆發！溫泉激烈大決戰 Made in 埼玉（導演、編劇、分鏡、作詞&作曲）

2000年
- 蠟筆小新：風起雲湧的叢林冒險（分鏡、演出）

2001年
- 蠟筆小新：風起雲湧 猛烈！大人帝國的反擊（分鏡、演出）

2002年
- 蠟筆小新：風起雲湧 壯烈！戰國大會戰（分鏡、演出）

2003年
- 蠟筆小新：風起雲湧 光榮燒肉之路（導演、編劇、分鏡）

2004年
- 蠟筆小新：夕陽下的春日部男孩（導演、編劇、分鏡）

2005年
- 劇場版 xxxHOLiC：仲夏夜之夢（導演、分鏡、演出）

2015年
- 少女與戰車 劇場版（日语：ガールズ&パンツァー 劇場版）（導演、分鏡、演出、插入歌作曲）

2020年
- 劇場版 白箱（導演[23]、音響監督、分鏡、演出、插入歌作曲）
- 荒野的壽飛行隊 完全版（ 導演、音響監督[24]）

### OVA
2002年
- 哈雷小子 DELUXE（導演、編劇、分鏡、演出）

2003年
- 哈雷小子 FINAL（導演、編劇、分鏡、演出）

2005年
- 撲殺天使朵庫蘿（導演、編劇、分鏡、演出、OP分鏡&演出&曲作詞、ED分鏡&演出）
- 草莓100%（構成、編劇）

2006年
- 大魔法（導演、編劇、分鏡、演出、OP分鏡&演出&曲作詞、ED分鏡&演出）
- 現視研（導演）

2007年
- 撲殺天使朵庫蘿2（導演、編劇、OP分鏡&演出&曲作詞、ED分鏡&演出&曲作曲）

2009年
- xxxHOLiC◆春夢記（1）（導演、分鏡、演出）
- xxxHOLiC◆春夢記（2）（導演、分鏡、演出）

2010年
- 渣和無用改革 -小泉麻將傳說-（導演、編劇、分鏡、演出、OP分鏡&演出）
- xxxHOLiC◆籠（導演、分鏡、演出）
- 惡魔阿薩謝爾在召喚你 哭泣牛篇 第四卷（導演、分鏡、演出）
- 惡魔阿薩謝爾在召喚你 星史篇 第五卷（導演、分鏡、演出）

2012年
- 惡魔阿薩謝爾在召喚你 路西法篇 第八卷（導演）
- 侵略!! 花枝娘（分鏡、演出）

2014年
- 少女與戰車 這才是真正的安齊奧之戰！（導演、ED分鏡&演出）

2017年
- 少女與戰車 最終章 第1話（—2023年，導演、分鏡、演出、ED分鏡&演出、插入歌作詞&作曲）

2019年
- 少女與戰車 最終章 第2話（—2023年，導演、分鏡、演出、ED分鏡&演出、插入歌作詞&作曲）

2021年
- 少女與戰車 最終章 第3話（—2023年，導演、分鏡、演出、ED分鏡&演出、插入歌作詞&作曲）

2023年
- 少女與戰車 最終章 第4話（—2023年，導演、分鏡、演出、ED分鏡&演出、插入歌作詞&作曲）

### 網路動畫
2011年
- +tic模型姊姊（導演、音響監督、分鏡、演出、OP分鏡&演出）

### 廣播劇CD
2009年
- 森口織人的陰陽道（日语：森口織人の陰陽道）（編劇、音響監督）

### 小說
2006年
- 撲殺天使朵庫蘿（合著）

### 真人電影
2009年
- BALLAD BALLAD 無名戀歌（日语：BALLAD 名もなき恋のうた）（編劇協力）

## 外部連結
- （日語）—水島努的官方個人部落格。
- 水島努的X（前Twitter） （日語）